# Michel Noher
Michel Noher (Buenos Aires, 14 de abril de 1983) é um ator argentino. É filho do ator franco-argentino Jean Pierre Noher.

## Vida pessoal
No dia 22 de abril de 2016, foi anunciado que ele estava prestes a ter um filho com a atriz Celeste Cid, notícia que surpreendia até aquele momento, o casal não havia tornado pública sua relação. Anton nasceu em 13 de outubro de 2016.

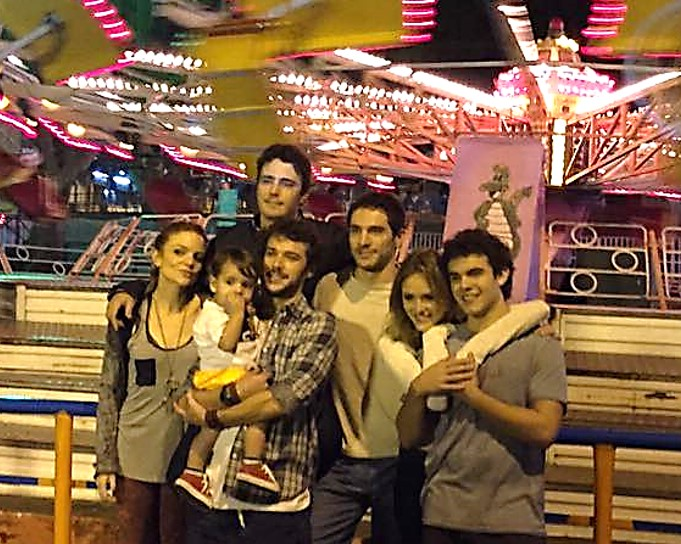
O ator Michel Noher com os atores Jayme Matarazzo, Maria Eduarda de Carvalho, Isabelle Drummond, Thiago Rodrigues e Ghuilherme Lobo; durante gravações no Parque Shanghai da telenovela Sete Vidas da TV Globo.

## Filmografia

### Televisão
| Ano  | Título                    | Personagem               | Emissora   |
| ---- | ------------------------- | ------------------------ | ---------- |
| 2003 | Costumbres argentinas     | Juan                     | Telefe     |
| 2004 | El Deseo                  | Manuel Ocampo            | Telefe     |
| 2006 | Amas de Casa Desesperadas | Bruno                    | El trece   |
| 2006 | Sos mi vida               | Jerónimo Ávila           | El trece   |
| 2008 | Don Juan y su bella dama  | Pedro Fernández          | Telefe     |
| 2010 | Consentidos               | Alejo García Mujica      | El trece   |
| 2011 | El Pacto                  | Pablo González Gava      | América TV |
| 2011 | Herederos de una venganza | Jacques                  | El trece   |
| 2012 | Terra Ribelle 2           | Alberto Dell'Arco        | RAI 1      |
| 2012 | Historia Clínica          | Francisco López Merino   | Telefe     |
| 2013 | Historias de Corazón      | Pablo                    | Telefe     |
| 2013 | Aliados                   | Taylor                   | Telefe     |
| 2014 | Mis amigos de siempre     | José María               | El trece   |
| 2014 | La celebración            | Eleazar                  | Telefe     |
| 2014 | O Rebu                    | Antonio González         | TV Globo   |
| 2015 | Sete Vidas                | Felipe Soares Viegas     | TV Globo   |
| 2015 | Esperanza mía             | Nicolás Aguilera         | El trece   |
| 2016 | Hola y adiós              | Apresentador             | Telefe     |
| 2017 | Amar después de amar      | Detective Emeterio Godoy | Telefe     |
| 2017 | La búsqueda de Laura      | Detective Emeterio Godoy | Telefe     |
| 2018 | Cien días para enamorarse | Fidel Garrido            | Telefe     |
| 2020 | La Unidad                 | Marcos                   | Movistar+  |

### Cinema
| Ano  | Filme                  | Personagem            | Notas |
| ---- | ---------------------- | --------------------- | ----- |
| 2001 | 30/30                  | 30/30 joven           |       |
| 2005 | Enamorada de la muerte |                       |       |
| 2006 | Las Manos              | Seminarista           |       |
| 2009 | Felicitas              | Samuel Saenz Valiente |       |
| 2010 | And Soon the Darkness  | Chucho                |       |
| 2010 | Propios y Extraños     | Ricardo               |       |